# Nam Su-hyeon
Nam Su-hyeon (hangeul : 남수현 ; RR : Nam Suhyeon ; MR : Nam Suhyŏn), née le 27 janvier 2005, est une archère sud-coréenne. Elle est médaille d'or par équipes aux Jeux de 2024.

## Carrière
Lors du tour de classement de l'épreuve individuelle des Jeux olympiques d'été de 2024, elle réussit avec Lim Si-hyeon et Jeon Hun-young à marquer un nouveau record olympique par équipe avec 2 046 points. Lors de la finale par équipes, les trois archères Sud-Coréennes battent le trio chinois pour remporter l'or, 6 à 2. C'est le 10e titre consécutif pour ce pays en équipes féminines.

## Palmarès

### Jeux olympiques
- médaille d'or par équipes féminine en 2024 à Paris,  France